# Isabella von Aragón (1470–1524)

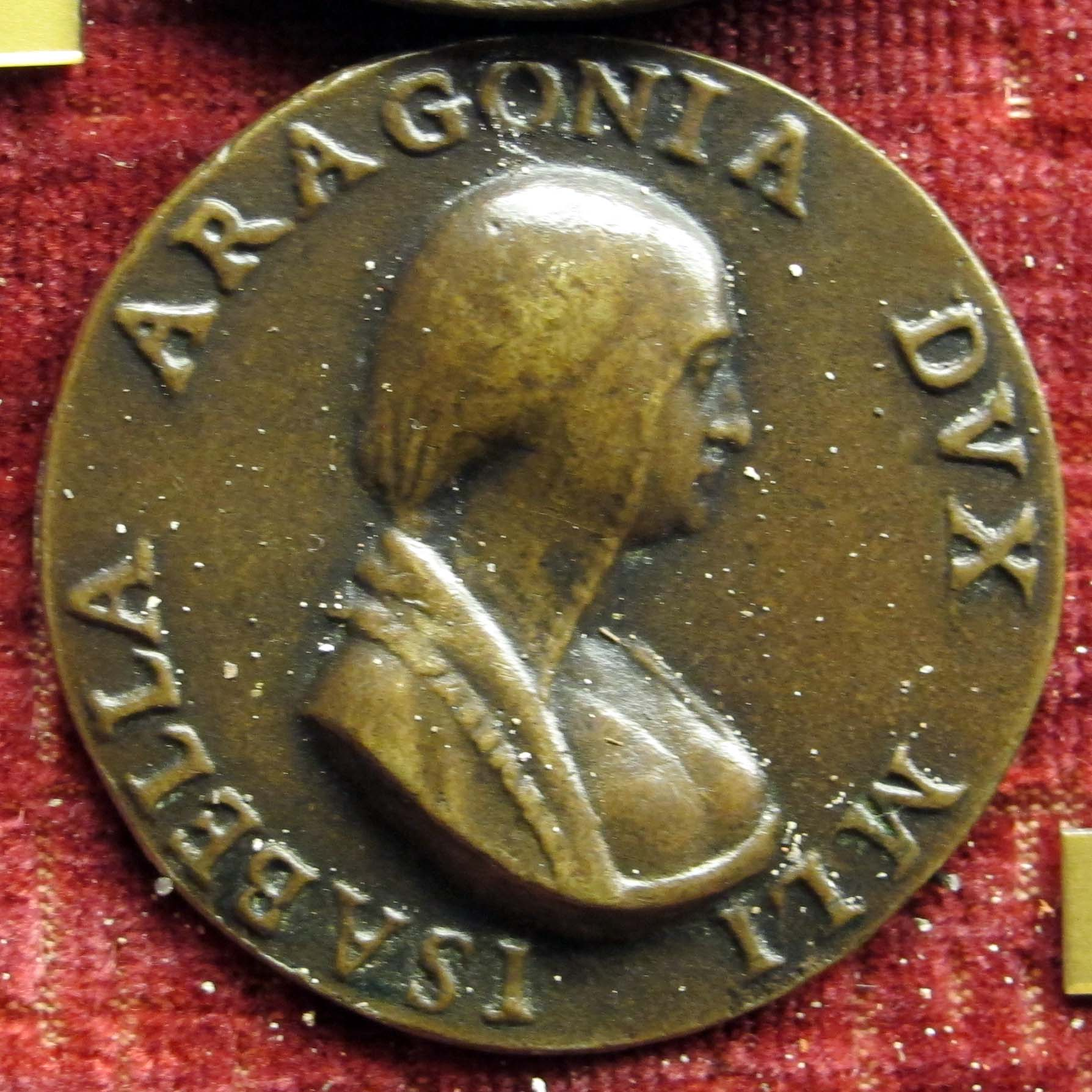
Isabella von Aragón (1470–1524)

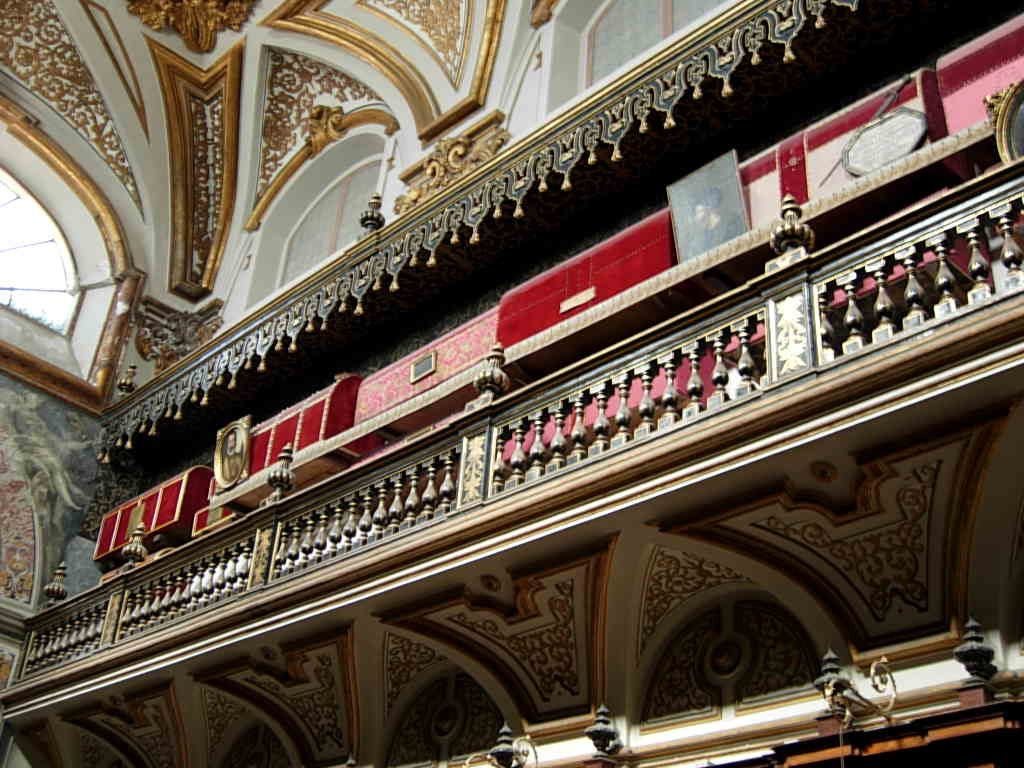
Sakristei der Kirche San Domenico Maggiore in Neapel

Isabella von Aragón (auch Isabella von Neapel; italienisch Isabella d’Aragona; * 2. Oktober 1470 im Castel Capuano in (Neapel); † 11. Februar 1524 in Neapel) war von 1494 bis 1499 Herzogin von Mailand und ab 1499 bis zu ihrem Tod Herzogin von Bari sowie Fürstin von Rossano.

## Leben
Isabella von Aragón war die Tochter des Herzogs von Kalabrien und späteren Königs Alfons II. von Neapel und seiner Gattin Hippolyta Maria Sforza. Sie heiratete als 18-Jährige am 2. Februar 1489 ihren Cousin, den mailändischen Herzog Gian Galeazzo Sforza, um das Bündnis zwischen dem Königreich Neapel und dem Herzogtum Mailand zu stärken. Das Paar bekam einen Sohn und drei Töchter:
- Francesco Maria (* 30. Januar 1491; † 1512), genannt il Duchetto, Abt von Marmoutier
- Bianca (26. Januar 1493; † ?)
- Bona (* 2. Februar 1494; † 19. November 1557) ⚭ 1518 Sigismund I., König von Polen (1467–1548)
- Ippolita Sforza (1. März 1495; † 1501)

Isabellas Gemahl war zwar nominell Herzog von Mailand, doch übte sein Onkel Ludovico Sforza die eigentliche Herrschaft im Herzogtum aus. Als Gian Galeazzo Sforza am 21. Oktober 1494 im Alter von nur 25 Jahren starb, argwöhnte die nach nur fünf Ehejahren zur Witwe gewordene Isabella, dass er einem durch seinen Onkel beauftragten Mord zum Opfer gefallen sei. Außerdem hatte Isabella bereits Erniedrigungen von Seiten Ludovico Sforzas erfahren. Diese Umstände sowie ihre Rivalität mit der Gattin von Ludovico Sforza, Beatrice d’Este, veranlassten Isabella letztendlich, die Waffen der Aragonesen zu Hilfe zu rufen. Allerdings führte sie damit nur einen schnelleren Ablauf jener folgenschweren Ereignisse herbei, die ihr väterliches Reich, das Haus der Sforza und auf diese Weise faktisch die gesamte Apenninhalbinsel ausländischen Mächten auslieferten.
Von 1499 bis zu ihrem Tod 1524 war Isabella Herzogin von Bari sowie Fürstin von Rossano. Seit ihrer Ankunft in Bari wurde das dortige Kastell als Palast umgebaut. Den Höhepunkt erreichte das höfische Leben unter Isabellas Tochter Bona Sforza, die Bari nach dem Tod ihres Ehemannes Sigismund I. als Witwensitz nutzte.
Isabella von Aragón wurde in der Sakristei der Kirche San Domenico Maggiore in Neapel beigesetzt, wo sich auch 45 weitere aragonische Gräber der Familie befinden.